# Eucera amoena
Eucera amoena là một loài Hymenoptera trong họ Apidae. Loài này được Zavortink mô tả khoa học năm 1982.